# Magistral d'escacs Ciutat de Barcelona
El Torneig Magistral d'Escacs Ciutat de Barcelona – Casino de Barcelona és un torneig d'escacs que es juga a Barcelona organitzat per la Federació Catalana d'Escacs. Des del 2004 hi participa un grup de jugadors d'elit que fan el torneig més important que s'organitza a Catalunya. El torneig compta amb jugadors catalans i joves Grans Mestres estrangers de reconegut nivell i algun Gran Mestre veterà de gran prestigi. Destaquen les victòries d'Ivanchuck el 2005, Leinier Domínguez el 2006 i Hikaru Nakamura el 2007.
Des del Magistral de 2014, dins les activitats del Magistral, s'inclou dos torneigs tancats entre sis millors jugadors sub10 i sub12, que des del 2016 pren el nom de Memorial Artur Pomar.

## Quadre d'honor

### Magistral
| Any          | Campió                | Subcampió                   | Tercer                  |
| ------------ | --------------------- | --------------------------- | ----------------------- |
| 2004         | Ruben Felgaer         | Viktor Kortxnoi             | Mihail Marin            |
| 2005         | Vassil Ivantxuk       | Viktor Moskalenko           | Miquel Illescas Córdoba |
| 2006[5]      | Leinier Domínguez     | Vassil Ivantxuk             | Oleg Korneev            |
| 2007[6]      | Hikaru Nakamura       | Leinier Domínguez Pérez     | Vugar Gaixímov          |
| 2008[7]      | Aleksei Dréiev        | Kiril Gueorguiev            | Baadur Jobava           |
| 2009[8]      | Daniel Alsina Leal    | Josep Manuel López Martínez | Jordi Magem Badals      |
| 2010[9]      | Lázaro Bruzón Batista | Iván Salgado López          | Ernesto Inarkiev        |
| 2011[10]     | Iván Salgado López    | Yasser Seirawan             | Kevin Spraggett         |
| 2012[11]     | Sanan Sjugirov        | Yuniesky Quezada Pérez      | Peter Heine Nielsen     |
| 2013[12]     | Csaba Balogh          | Eric Hansen                 | Romain Édouard          |
| 2014[13]     | Csaba Balogh          | Li Chao                     | Miquel Illescas Córdoba |
| 2015[14]     | Aleksandr Morozévitx  | Axel Bachmann Schiavo       | Csaba Balogh            |
| 2016[15][16] | David Antón Guijarro  | Jan-Krzysztof Duda          | Vadim Zviàguintsev      |

### Promoció
| Any          | Campió Sub10          | Campió Sub12          |
| ------------ | --------------------- | --------------------- |
| 2014[17][18] | Sergi Prats Safont    | Hèctor Sama Salinas   |
| 2015[19][20] | Nicolás Jiménez Muñoz | Guerau Masagué Artero |
| 2016[21]     | Roger Bernado López   | Jan Travesset Sagré   |

## Historial dels torneigs

### Edició 2004
|   | Participants          | Rating | 1 | 2 | 3 | 4 | 5 | 6 | Punts |
| - | --------------------- | ------ | - | - | - | - | - | - | ----- |
| 1 | Ruben Felgaer         | 2569   | * | ½ | ½ | ½ | 1 | 1 | 3½    |
| 2 | Viktor Kortxnoi       | 2601   | ½ | * | ½ | ½ | 1 | ½ | 3     |
| 3 | Mihail Marin          | 2511   | ½ | ½ | * | ½ | ½ | 1 | 3     |
| 4 | Lluís Comas i Fabregó | 2529   | ½ | ½ | ½ | * | ½ | 1 | 3     |
| 5 | Viktor Moskalenko     | 2551   | 0 | 0 | ½ | ½ | * | 1 | 2     |
| 6 | Manuel Granados Gómez | 2425   | 0 | ½ | 0 | 0 | 0 | * | ½     |

### Edició 2005
|   | Participants            | Rating | 1 | 2 | 3 | 4 | 5 | 6 | Punts |
| - | ----------------------- | ------ | - | - | - | - | - | - | ----- |
| 1 | Vassil Ivantxuk         | 2748   | * | ½ | 1 | ½ | 1 | 1 | 4     |
| 2 | Viktor Moskalenko       | 2528   | ½ | * | ½ | 1 | 1 | 1 | 4     |
| 3 | Miquel Illescas Córdoba | 2607   | 0 | ½ | * | ½ | 1 | ½ | 2½    |
| 4 | Sergey Fedorchuk        | 2599   | ½ | 0 | ½ | * | 0 | 1 | 2     |
| 5 | Marc Narciso Dublan     | 2525   | 0 | 0 | 0 | 1 | * | 1 | 2     |
| 6 | Ruben Felgaer           | 2624   | 0 | 0 | ½ | 0 | 0 | * | ½     |